# Afrika, mon amour
Afrika, mon amour ist ein dreiteiliges Filmdrama des Regisseurs Carlo Rola aus dem Jahr 2007. In der Hauptrolle verkörpert Iris Berben die frisch von ihrem Ehemann getrennte Katharina von Strahlberg.

## Handlung
Deutschland kurz vor Beginn des Ersten Weltkrieges: Katharina von Strahlberg hat erfahren, dass ihr Ehemann Richard sie mit ihrer Schwägerin Martha betrügt. Er hat sie geschwängert und sie erschießt sich. Katharina stiehlt ihm Pläne, Fotos und Geschäftsunterlagen zu einem Projekt in Ostafrika, verlässt Richard und reist mit einem seiner Geschäftspartner per Schiff nach Dar es Salaam (damals als Deutsch-Ostafrika eine deutsche Kolonie). Katharina sucht eine Anstellung als Krankenschwester, aber niemand stellt sie an – offenbar nutzt Richard seine Beziehungen. Bei einem Jagdausflug werden ein Geschäftspartner Richards und ihr Sohn Georg getötet. Begegnungen mit dem Schotten Victor March, den sie kurz nach ihrer Ankunft in Afrika kennengelernt hat, und mit einem Doktor namens Franz Lukas muntern Katharina auf.  Die Beziehung zwischen Victor und Katharina wird belastet, als Anfang November 1914 – inzwischen hat der Erste Weltkrieg begonnen – bei Tanga (200 km nördlich von Dar es Salaam) in der Schlacht von Tanga britische und deutsche Truppen gegeneinander kämpfen.

## Produktionsnotizen
Der Film hatte am 8. Januar 2007 in Deutschland seine Premiere im ZDF. Aufgrund seiner außerordentlichen Länge von 270 Minuten wurde er in drei Teilen ausgestrahlt. Den ersten Teil verfolgten 8,65 Millionen Zuschauer, in der werberelevanten Zielgruppe waren es 1,82 Millionen. Den zweiten Teil sahen 8,5 Millionen Zuschauer bei einem Marktanteil von 24,5 Prozent, in der Gruppe der 14- bis 49-Jährigen waren es 1,64 Millionen bei 11,8 Prozent Marktanteil.
Die Drehorte waren Berlin, Schottland, Kenia und Wien.

## Sonstiges
Iris Berben verletzte sich während der Dreharbeiten am Fuß, als sie auf dem Set aus einem Pferdesattel steigen sollte. Afrikanische Ärzte wollten sie bereits operieren, als von deutschen Ärzten signalisiert wurde, dass kein Bedarf an einer Operation besteht. Von da an war eine Physiotherapeutin ihre ständige Begleiterin.

## Kritiken
„Groschenroman vor staubiger Kulisse“

„„Afrika, mon amour“ ist fast ein Kammerspiel, und man fragt sich, wo die elf Mio. Euro aus der Produktionssumme geblieben sind.“